# Süleyman Koç
Süleyman Koç (Berlijn, 9 juni 1989) is een Duits-Turks profvoetballer die als middenvelder speelt.
Koç begon bij Berliner AK 07 en kwam via Türkiyemspor Berlin in 2010 bij SV Babelsberg 03. In december 2011 werd hij vanwege zijn rol als chauffeur bij een reeks overvallen en mishandeling tot drie jaar en negen maanden celstraf veroordeeld. In de zomer van 2012 kwam hij in een open instelling waardoor hij weer bij Babelsberg kon gaan spelen. In het seizoen 2014/15 speelde Koç met SC Paderborn 07 in de Bundesliga. Na twee degradaties op rij, verliet hij de club medio 2016. In januari 2017 ging hij in Turkije voor Çaykur Rizespor spelen.